# Mike Hanke
Mike Hanke (* 5. listopadu 1983, Hamm) je bývalý německý fotbalista, který nastupoval také za německou reprezentaci. Hrál na pozici útočníka.

## Klubová kariéra
S fotbalem začal v 6 letech za TuS Wiescherhöfen. Ve 13 letech se přesunul do týmu Hammer SpVgg. Když mu bylo 16 let, přestoupil do Bochumi. Zde vydržel pouhou jednu sezónu a následně se stěhoval do Schalke 04. V roce 2005 přestoupil do támu VfL Wolfsburg. Od 1. července 2007 je hráčem Hannoveru 96, který za něj zaplatil pět milionů eur.

### Borussia Mönchengladbach
V květnu 2012 přestoupil za 3 miliony € do bundesligového klubu Borussia Mönchengladbach, kde podepsal čtyřletou smlouvu. 11. května 2013 ve 33. kole přispěl jedním gólem k vítězství 4:1 nad 1. FSV Mainz 05.
V základní skupině C Evropské ligy 2012/13 byla Borussia přilosována k týmům Fenerbahçe SK (Turecko), Olympique de Marseille (Francie) a AEL Limassol (Kypr). Hanke jednou skóroval 8. listopadu 2012 proti Marseille, čímž přispěl k remíze 2:2 a 6. prosince 2012 proti Fenerbahçe (výhra 3:0, skóroval z pokutového kopu). Borussia postoupila s 11 body do vyřazovací fáze ze druhého místa za prvním Fenerbahçe. Tam byla v šestnáctifinále vyřazena italským Laziem Řím po výsledcích 3:3 doma a 0:2 venku.

### SC Freiburg
V únoru 2013 Borussia Mönchengladbach avizovala, že s Hankem neprodlouží smlouvu, neboť trenér Lucien Favre hodlal zapracovávat do sestavy mladší hráče (např. Luuka de Jonga a další). Hanke tedy přestoupil před sezónou 2013/14 do konkurenčního SC Freiburg.
S Freiburgem se probojoval do základní skupiny H Evropské ligy 2013/14, kde vedle českého týmu FC Slovan Liberec narazil na portugalský GD Estoril Praia a španělskou Sevillu. Pro Freiburg to bylo vystoupení v evropských pohárech po 12 letech. Ve skupině skončil tým se ziskem 6 bodů na třetím místě a do jarních vyřazovacích bojů nepostoupil.

## Reprezentační kariéra
V německém A-týmu debutoval 8. června 2005 na Konfederačním poháru proti Rusku (remíza 2:2). Na turnaji vstřelil i svou první (a jedinou) branku, bylo to 18. června v utkání proti Tunisku, kde v 88. minutě pečetil výhru 3:0.
Trenér Jürgen Klinsmann jej nominoval do sestavy Německa na pořádaném mistrovství světa v roce 2006. Za národní tým odehrál 12 zápasů a vstřelil jednu branku. Od roku 2007 nebyl mezi nominovanými.

### Reprezentační góly
Góly Mika Hankeho za reprezentační A-mužstvo Německa
| Gól | Datum       | Stadion                         | Soupeř  | Skóre (min.) | Výsledek | Soutěž                  |
| --- | ----------- | ------------------------------- | ------- | ------------ | -------- | ----------------------- |
| 010 | 18. 6. 2005 | Köln Arena, Kolín n.R., Německo | Tunisko | 03:0 0(88.)  | 3:0      | Konfederační pohár 2005 |

## Úspěchy
Schalke 04
- Bundesliga
  - 2. místo (2004/05)
- DFB-Pokal
  - 1. místo (2002)
  - 2. místo (2005)

Německo
- Mistrovství světa ve fotbale
  - 3. místo (2006)
- Konfederační pohár FIFA
  - 3. místo (2005)

## Osobní život
Přestože je fotbalistou, je paradoxně alergický na trávník.